# Las Juntas de Bustos
Las Juntas de Bustos är en ort i Mexiko.   Den ligger i kommunen Coahuayutla de José María Izazaga och delstaten Guerrero, i den södra delen av landet, 300 km väster om huvudstaden Mexico City. Las Juntas de Bustos ligger 183 meter över havet och antalet invånare är 118.
Terrängen runt Las Juntas de Bustos är huvudsakligen lite kuperad. Las Juntas de Bustos ligger nere i en dal. Runt Las Juntas de Bustos är det mycket glesbefolkat, med 6 invånare per kvadratkilometer. Närmaste större samhälle är Coahuayutla de Guerrero, 5,4 km nordost om Las Juntas de Bustos. I omgivningarna runt Las Juntas de Bustos växer huvudsakligen savannskog.